# Riuet de la Pedra
El Riuet de la Pedra és un torrent afluent per l'esquerra del Cardener a la Vall de Lord.

## Descripció
Neix a 1.194 msnm al vessant septentrional del Coll del Jou. El primer tram del seu curs el fa en direcció predominant sud-nord i en la segona part traça un ampli arc cap a l'oest tot passant pel sud del poble de la Pedra per acabar desembocant al Cardener avançant pràcticament en direcció al sud a 878 msnm, a menys de 500 m. aigües avall de la confluència d'aquest amb el Mosoll i 310 m. aigües amunt de la Font de la Puda.

## Perfil del seu curs
| Recorregut (en m.) | Altitud (en m.) | Pendent |
| ------------------ | --------------- | ------- |
| 0                  | 1.194           | -       |
| 250                | 1.140           | 21,6%   |
| 500                | 1.085           | 22,0%   |
| 750                | 1.020           | 26,0%   |
| 1.000              | 990             | 12,0%   |
| 1.250              | 965             | 10,0%   |
| 1.500              | 943             | 8,8%    |
| 1.750              | 924             | 7,6%    |
| 2.000              | 907             | 6,8%    |
| 2.250              | 890             | 6,8%    |
| 2.576              | 878             | 3,9%    |

## Xarxa hidrogràfica
La xarxa hidrogràfica del Riuet de la Pedra està integrada per un total de 18 cursos fluvials dels quals 9 són subsidiaris de 1r nivell de subsisiaritat, 6 ho són de 2n nivell i 2 ho són de 3r nivell.
La totalitat de la xarxa suma una longitud de 10.204 m.